# Gastrosofia
Gastrosofìa è una disciplina che si pone l'obiettivo di coniugare appetito, arte culinaria e piacere per il buon cibo ed il bere.

## Descrizione
La filosofia del gastrosofo è la ricerca di ciò che di meglio offre l'arte del cucinare, affinché il cibarsi e il bere non siano solo un modo di dar sostentamento al corpo, ma soprattutto un godimento del palato e della mente, un piacere paragonabile all'erotismo e alla musica.

## Etimologia
Il termine, che deriva dal greco gastér (ventre) e sophia (sapienza), fu coniato da Eugen von Vaerst (Wesel 1792 - Soldin 1855) nella sua opera principale Gastrosophie oder die Lehre von den Freuden der Tafel, che pubblicò nel 1851 con lo pseudonimo Chevalier de Lelly. Al tempo Friedrich ebbe, soprattutto in Germania, una notorietà simile a quella del francese Jean-Anthelme Brillat-Savarin, politico e gastronomo, autore del noto Physiologie du Goût, che diede inizio alla gastronomia intellettuale.